# Carl Strauß (Politiker)
Carl Friedrich Heinrich Strauß (* 27. Juli 1857 in Ossig (Sachsen-Anhalt); † 4. April 1937 in Bad Hersfeld) war ein deutscher Kommunalpolitiker und Abgeordneter des Provinziallandtages der preußischen Provinz Hessen-Nassau.

## Leben
Carl Strauß war der Sohn des Schulbediensteten Ernst Gottlieb Heinrich Strauß und dessen Ehefrau Maria Bertha Fuhrmann. Nach dem Studium der Rechtswissenschaften promovierte er zum Dr. Jur. Er war stellvertretender Bürgermeister in Gera, bevor er im Oktober 1896 zum Bürgermeister der Stadt Hersfeld gewählt wurde. Dieses Amt hatte er bis zu seinem Umzug nach Leipzig im Jahre 1916 inne. 1931 kehrte er nach Bad Hersfeld zurück und wurde im Jahr darauf Ehrenbürger der Stadt.
Von 1908 bis 1919 war er Mitglied des Kurhessischen Kommunallandtags des preußischen Regierungsbezirks Kassel, aus dessen Mitte er ein Mandat für den Provinziallandtag der  Provinz Hessen-Nassau erhielt. Hier war er auch Mitglied des Hauptausschusses.
Strauß war mit Johanna Köthe (1867–1933) verheiratet. Aus der Ehe ging die Tochter Lotti (1889–1975) hervor.

## Ehrungen
1932 Ehrenbürger von Hersfeld